# 索斯丹尼·费尔南德

索斯丹尼·费尔南德

索斯丹尼·费尔南德（1923年11月28日—2006年），柬埔寨军事人物。
费尔南德出生在金边，父亲是菲律宾人，母亲是来自越南的下高棉人。他最初是一名法官。1940年代他与诺罗敦·诺林德一起创立了自由党。后来被任命为警察局长。
1970年，朗诺推翻西哈努克后成立高棉共和国，他被任命为高棉国家军队总司令。1975年，由于美国削减援助，社会共和党内阁想要与红色高棉进行和平谈判终止内战。费尔南德声称若是政府下令军队在谈判期间放下武器，他就拒绝和谈。因为这个缘故，他最终辞去总司令职务。红色高棉包围首都金边的时候，将朗诺、西索瓦·施里玛达、英丹、隆波烈、山玉成、郑兴、索斯丹尼·费尔南德列为“七大卖国贼”，声称在共产主义革命胜利后要将他们就地处决。费尔南德与朗诺一起离开金边流亡海外，费尔南德去了法国，朗诺去了美国。
1998年，费尔南德回到柬埔寨会见自己以前的部下。后来，他撰写了自己担任总司令期间的回忆录。2006年因糖尿病并发症在法国逝世。